# Дробышево (Челябинская область)
Дро́бышево — село в Троицком районе Челябинской области. Административный центр Дробышевского сельского поселения.

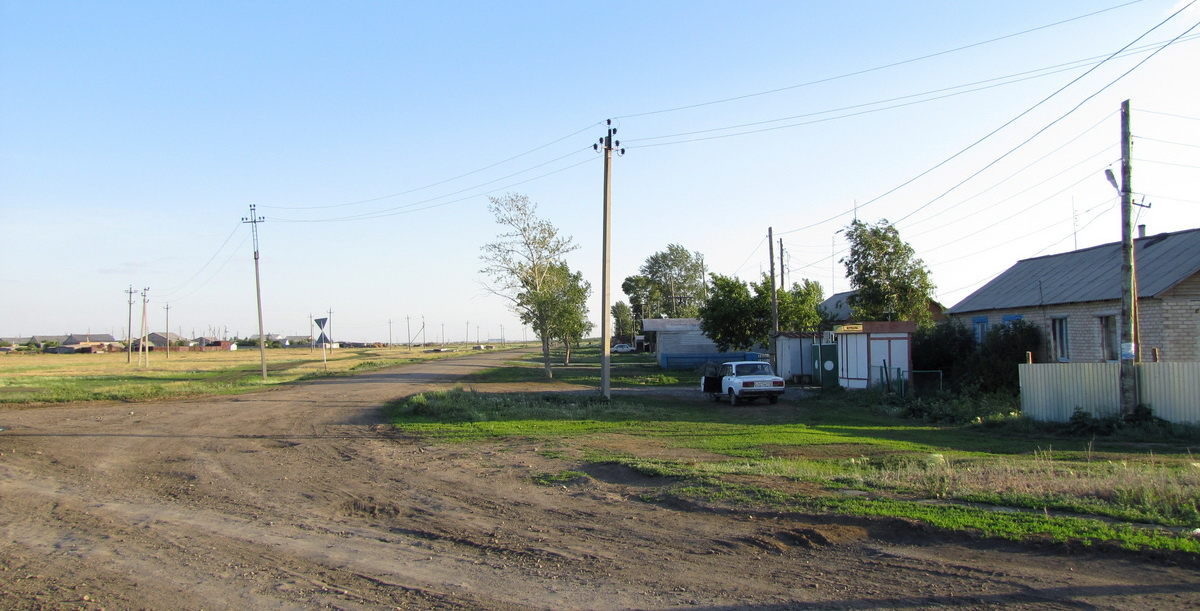
Улица в Дробышево (Челябинская область)

## География
Расположено в восточной части района, на берегу озера Чистенькое. Рельеф — равнина (Западно-Сибирская равнина); ближайшие высоты — 216 и 218 м. Природная зона — лесостепь.
Село связано шоссейными дорогами с соседними населенными пунктами. Расстояние до районного центра Троицка, 18 км.

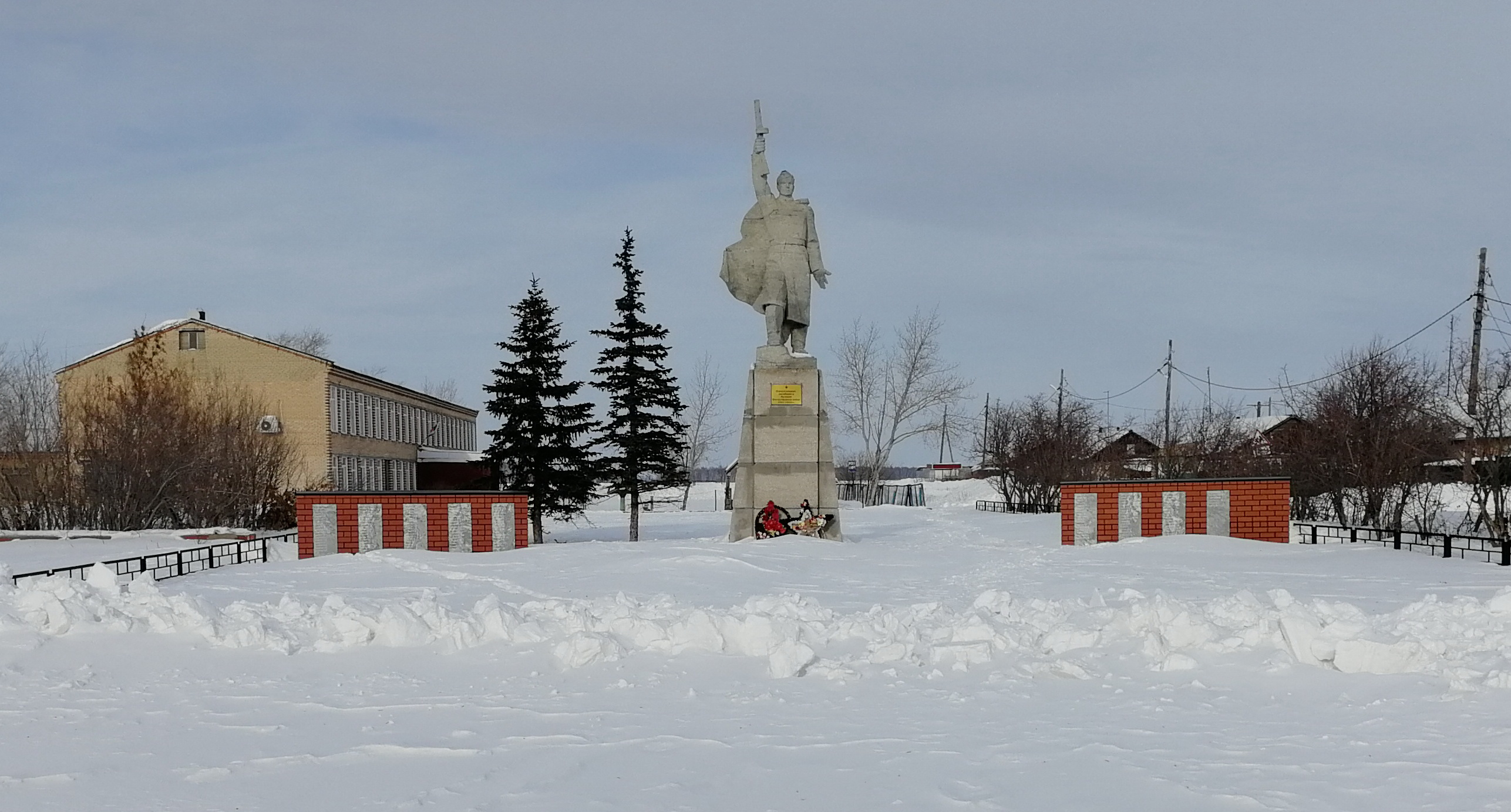
Дробышево памятник

## История
Село основано переселенцами из Егорьевской волости в 1901 году, позднее на одной территории объединились 3 селения: Дробышево, хутор Насенкова и Первомайский. 
С 1929 здесь располагалась центральная усадьба колхоза «Культура» (позднее колхоз менял названия: с 1945 — «Победа», с 1950 — «Красное Знамя», с 1959, после объединения с колхозом им. Нариманова, хутор Расулия,— им. Ленина).
В 1992 году на его базе создано СХПП «Дробышево» (ныне колхоз «Дробышево»).

## Население
| 2002 | 2010 |
| ---- | ---- |
| 640  | ↘524 |

По данным Всероссийской переписи, в 2010 году численность населения села составляла 524 человека (233 мужчины и 291 женщина).
(в 1925 — 80, в 1928 — 103, в 1971 — 522, в 1983 — 638, в 1995 — 721)

## Улицы
Уличная сеть села состоит из 7 улиц.

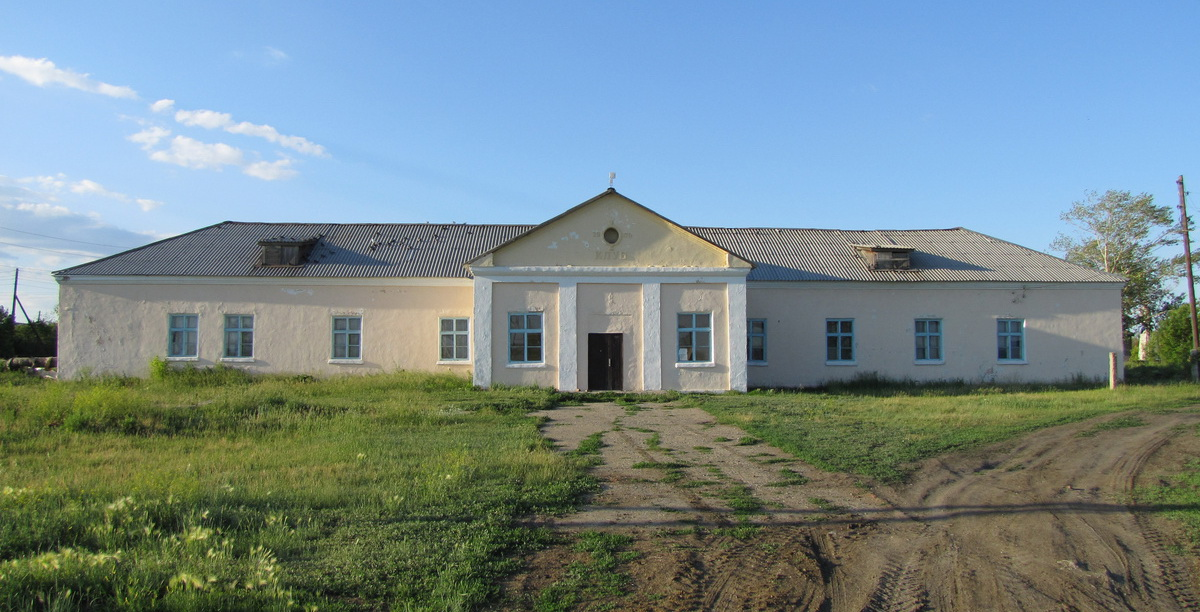
Дом культуры в Дробышево (Челябинская область)

- Кольцевая улица
- Красногвардейская улица
- Молодежная улица
- Первомайская улица
- Северная улица
- Советская улица
- Школьная улица